# Piazza Università
Piazza Università (in romeno Piaţa Universităţii) è una piazza situata nel centro della città di Bucarest.

## Struttura
Di forma circolare, la piazza si trova all'incrocio tra i viali Carlo I ad est, regina Elisabetta a ovest, Nicolae Bălcescu a nord e Ion C. Brătianu a sud.

## Storia
La piazza è stata il luogo della Golaniada, un movimento di protesta lanciato da studenti e professori dell'Università di Bucarest, che va dal 22 aprile al 15 giugno 1990.

## Edifici e monumenti
Piazza Università si affaccia sull'Università di Bucarest e sul Teatro Nazionale di Bucarest.
Quattro statue sorgono su questa piazza, di fronte all'università. Le quattro personalità rappresentate sono Ion Heliade Rădulescu, Michele il Coraggioso, Gheorghe Lazăr e Spiru Haret.

## Galleria d'immagini

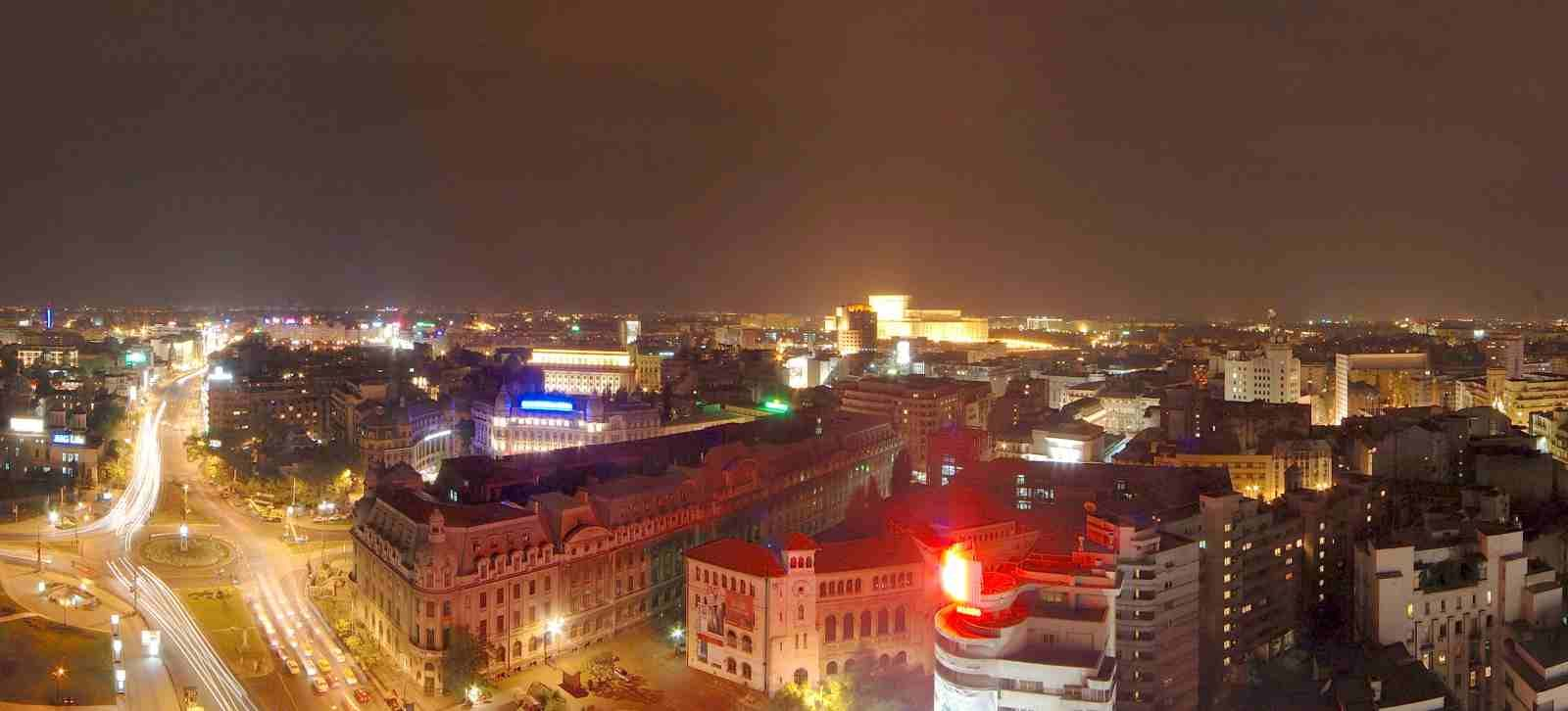
Piaţa Universităţii di notte con il Palazzo del Parlamento sullo sfondo
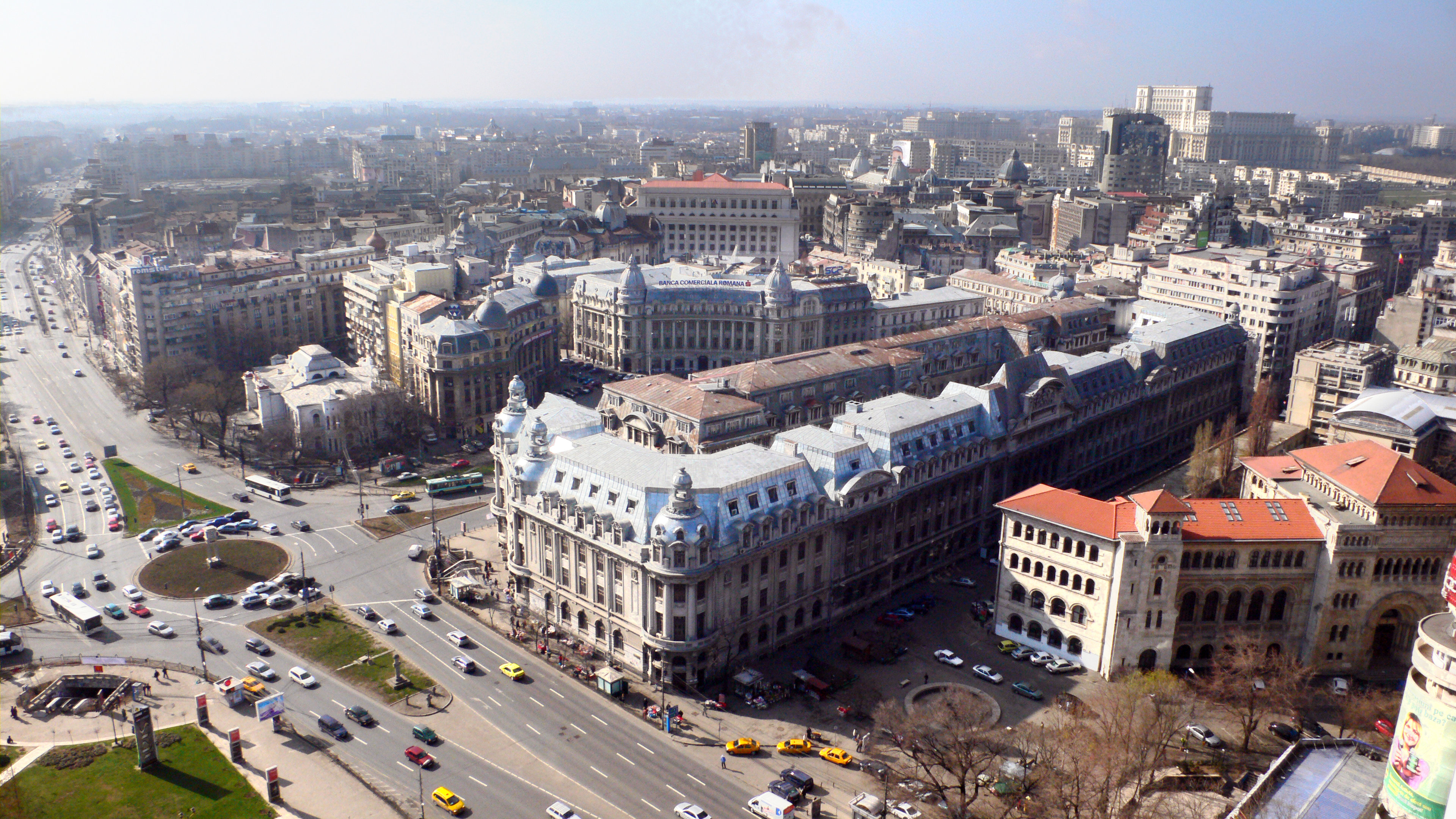
Vista dall'Intercontinental Hotel
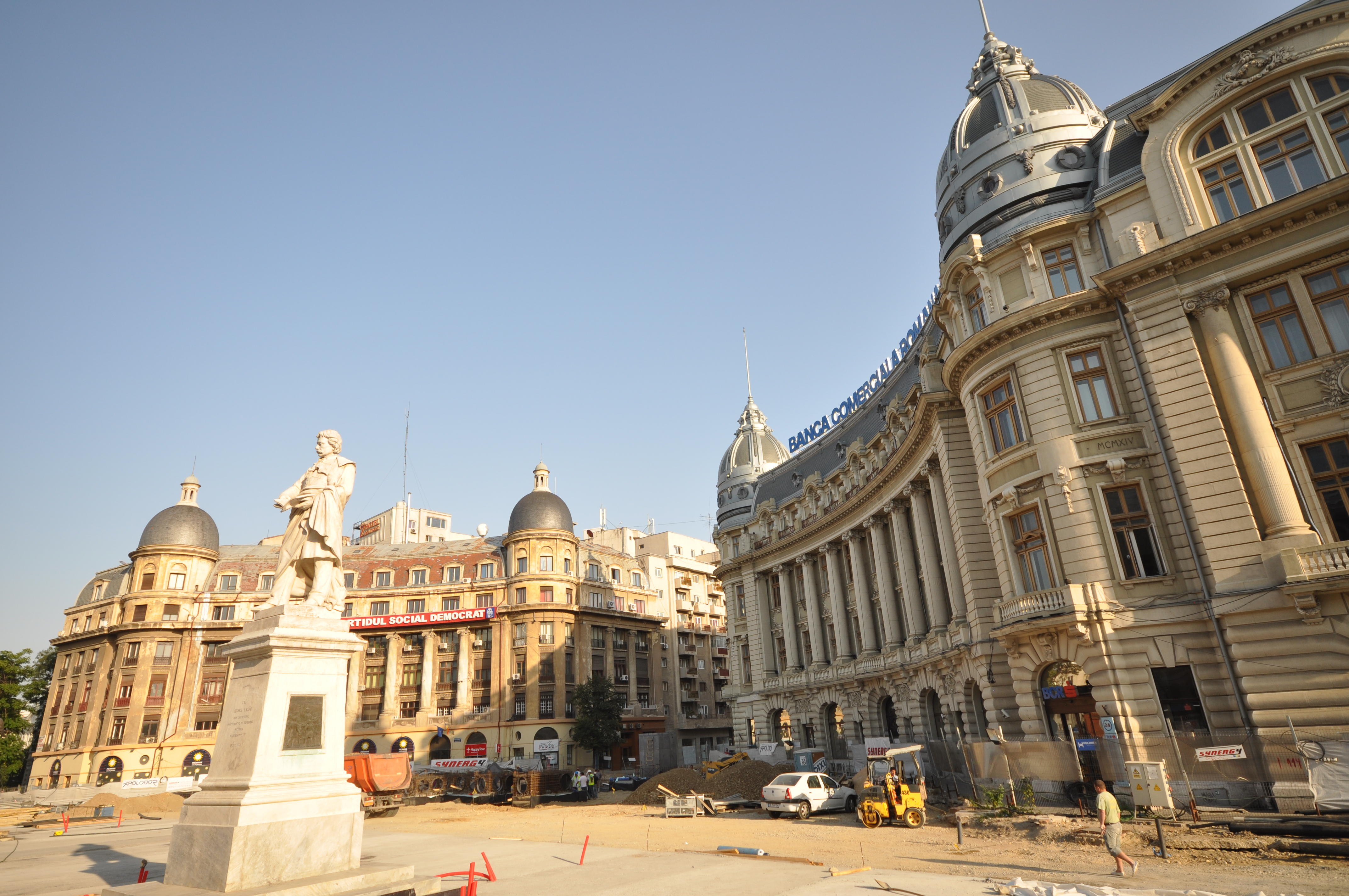
Piaţa Universităţii in fase di ristrutturazione
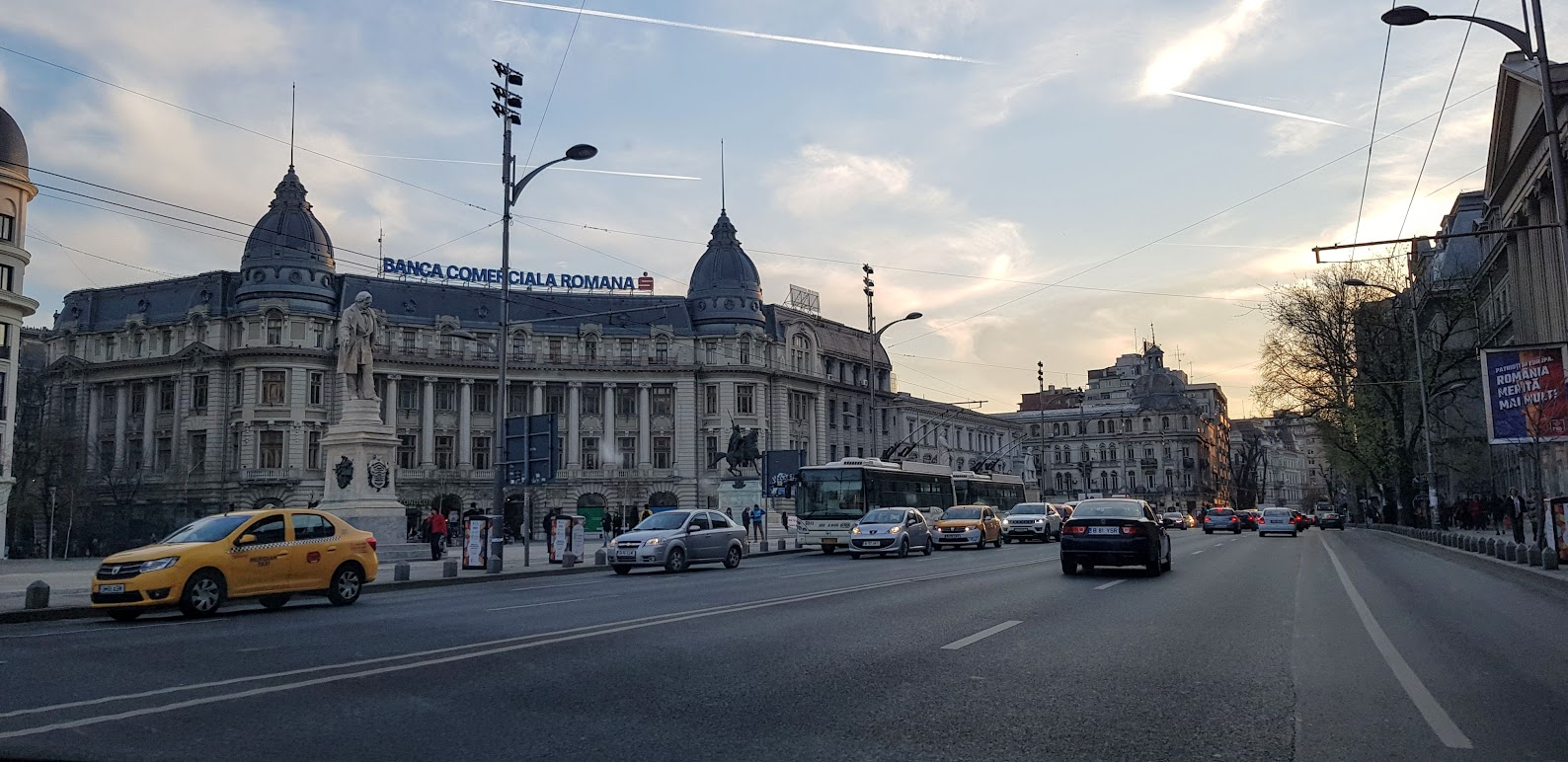
Palazzo della Banca Commerciala Romana
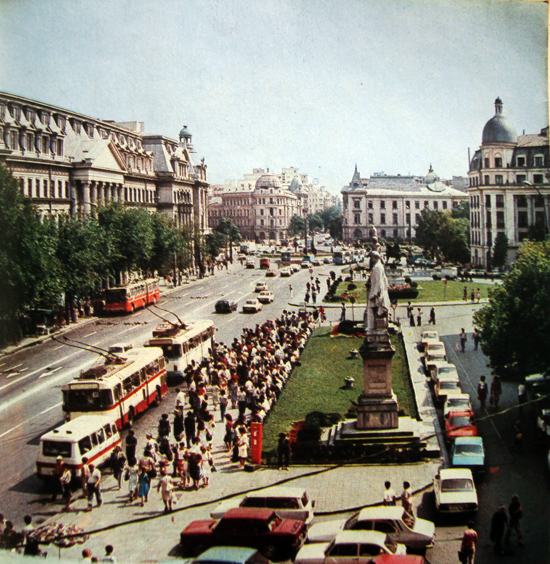
Filobus a Piaţa Universităţii, Bucarest forse nella seconda metà degli anni '70 o all'inizio degli anni '80. Si noti che i filobus articolati sono già in uso.
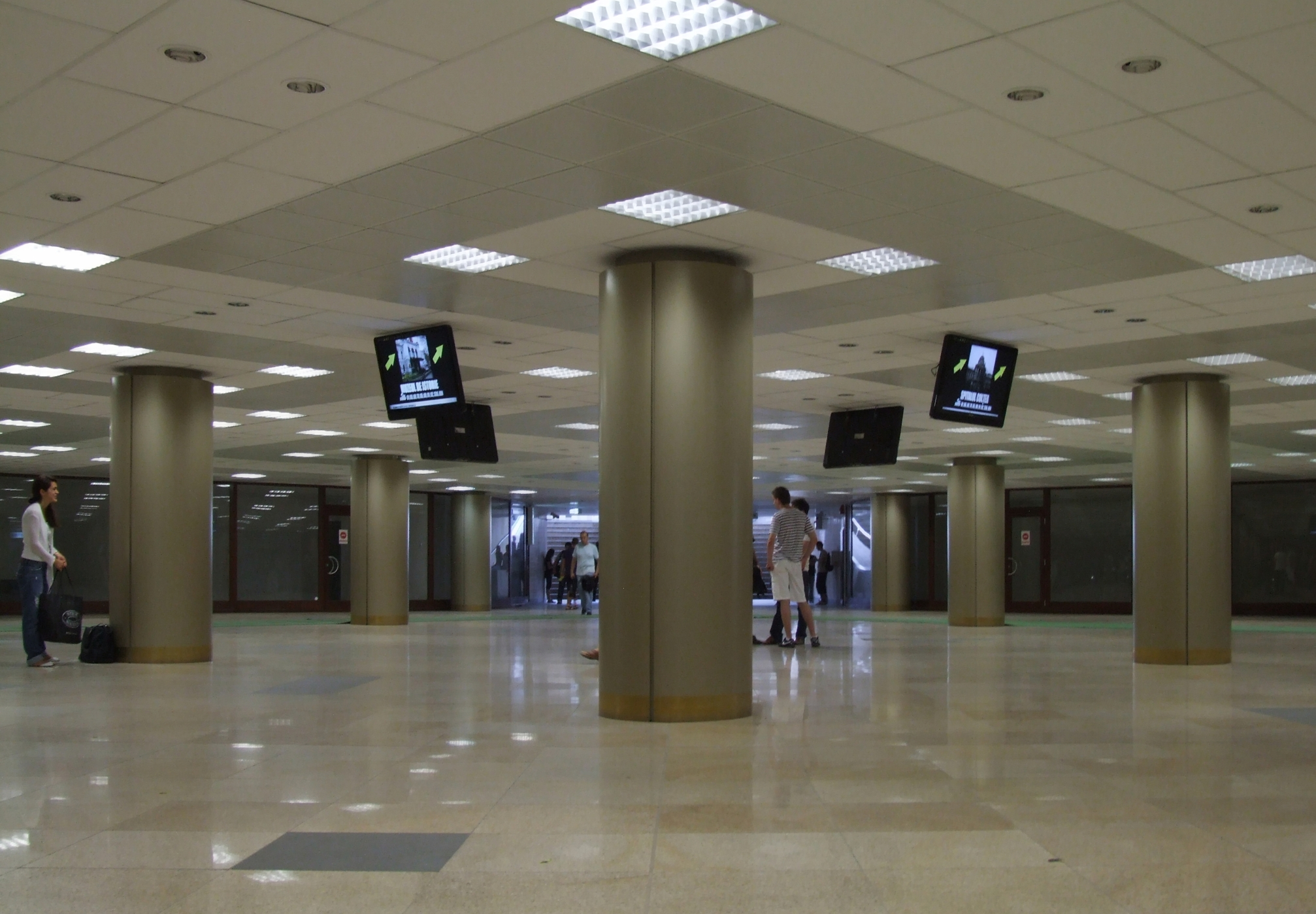
Sottopasso Universităţii